# Club Villa Dálmine
Il Club Villa Dálmine, o semplicemente Villa Dálmine, è una società calcistica argentina con sede nella città di Campana, nella Provincia di Buenos Aires. Milita nella Primera B Nacional, la seconda serie del calcio argentino.

## Rosa 2021-2022
| N. |                      | Ruolo | Calciatore            |
| -- | -------------------- | ----- | --------------------- |
|    | Argentina (bandiera) | P     | Emanuel Bilbao        |
|    | Argentina (bandiera) | P     | Lucas Bruera          |
|    | Argentina (bandiera) | P     | Ezequiel Navarro      |
|    | Argentina (bandiera) | D     | Rodrigo Cáceres       |
|    | Argentina (bandiera) | D     | Maximiliano Pollacchi |
|    | Argentina (bandiera) | D     | Zaid Romero           |
|    | Argentina (bandiera) | D     | Facundo Rizzi         |
|    | Argentina (bandiera) | D     | Santiago Moyano       |
|    | Argentina (bandiera) | D     | Facundo Lando         |
|    | Argentina (bandiera) | C     | Emiliano Agüero       |
|    | Argentina (bandiera) | C     | Gino Olguín           |
|    | Argentina (bandiera) | C     | Laureano Tello        |
|    | Argentina (bandiera) | C     | Franco Constantino    |

| N. |                      | Ruolo | Calciatore          |
| -- | -------------------- | ----- | ------------------- |
|    | Argentina (bandiera) | C     | Fernando Bersano    |
|    | Argentina (bandiera) | C     | Germán Díaz         |
|    | Argentina (bandiera) | C     | Ezequiel D'Angelo   |
|    | Argentina (bandiera) | C     | Agustín Stancato    |
|    | Argentina (bandiera) | C     | Francisco Nouet     |
|    | Argentina (bandiera) | C     | Gastón Martiré      |
|    | Argentina (bandiera) | C     | Leandro Larrea      |
|    | Argentina (bandiera) | C     | Lautaro Díaz        |
|    | Argentina (bandiera) | C     | Lucas Cajes         |
|    | Argentina (bandiera) | A     | Alejandro Gagliardi |
|    | Argentina (bandiera) | A     | Juan Cruz Franzoni  |
|    | Argentina (bandiera) | A     | Alexis Vega         |

## Palmarès

### Competizioni nazionali
- Primera B Metropolitana: 1

1988-1989
- Primera C Metropolitana: 3

1962-1963, 1974-1975, 1981-1982
- Primera D Metropolitana: 1

1960-1961

### Altri piazzamenti
- Primera B Metropolitana:

Terzo posto: 2014